# Cornelia la Mayor
Cornelia la Mayor (n. c. 201 a. C.) fue una dama romana del siglo II a. C. perteneciente a la gens Cornelia.

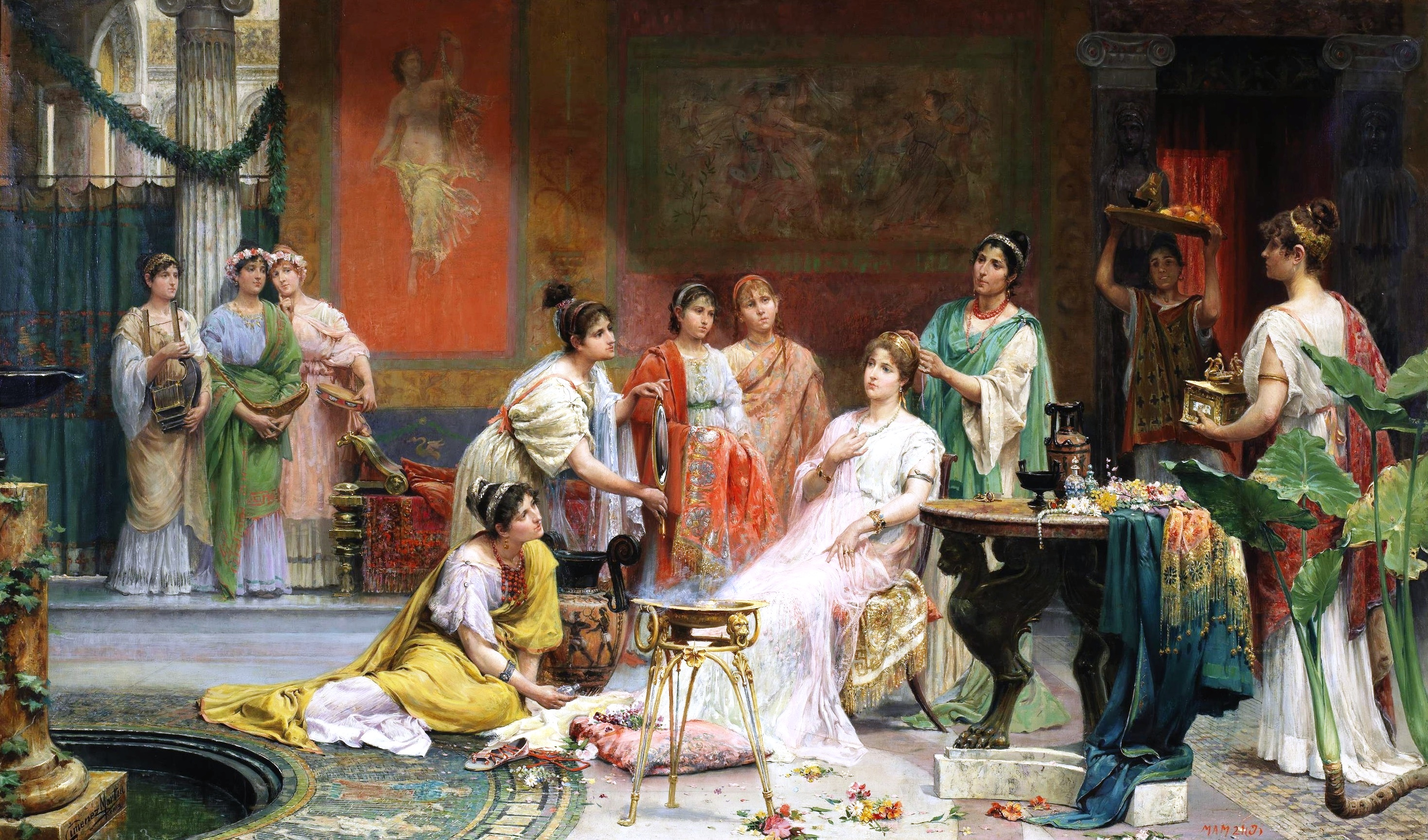
Tocador de una matrona romana, Juan Giménez Martín.

## Familia
Cornelia fue miembro de los Cornelios Escipiones, una rama familiar patricia de la gens Cornelia, e hija de Emilia Tercia y Escipión el Africano. Sus hermanos fueron Publio Cornelio Escipión Africano, que era augur en el año 180 a. C., Lucio Cornelio Escipión, que alcanzaría la pretura en el año 174 a. C., y Cornelia, la madre de los Gracos.
Escipión Nasica Córculo fue su esposo y primo segundo. Tuvo solo un hijo. A juzgar por el año en que su hijo, Escipión Nasica Serapión, se convirtió en cónsul, en 138 a. C., probablemente se casó alrededor de 184-183 a. C.